# دانيلو باربوسا دا سيلفا
دانيلو باربوسا دا سيلفا (بالبرتغالية: Danilo Lopes Cezario‏) (25 أبريل 1991 في البرازيل - ) هو لاعب كرة قدم برازيلي في مركز الهجوم.

## روابط خارجية
- دانيلو باربوسا دا سيلفا على موقع قاعدة بيانات كرة القدم.إي يو (الإنجليزية)
- دانيلو باربوسا دا سيلفا على موقع Soccerway.com (الإنجليزية)